# Jean-Baptiste Sanfourche
Jean-Baptiste Sanfourche (Cénac, 1831–1860) was een Frans architect. Hij vestigde zich in Vitoria-Gasteiz in Spanje, waar hij het treinstation van Vitoria-Gasteiz ontwierp.